# 岗龙沟岩画
岗龙沟岩画，位于中国青海省门源县克图乡巴哈村，为第五批青海省文物保护单位，公布日期为1988年9月15日，类型为石窟寺及石刻，歷史年代為唐代。